# John Boozman
John Nichols Boozman (* 10. prosince 1950, Shreveport, Louisiana) je americký politik za Republikánskou stranu. Od roku 2011 je senátorem USA za stát Arkansas, kde předsedá výboru pro zemědělství. V letech 2001–2011 byl poslancem Sněmovny reprezentantů, v níž zastupoval Arkansas za třetí kongresový okres.
Boozman je jedním z 22 senátorů, kteří v roce 2017 podepsali dopis adresovaný prezidentu Trumpovi s žádostí o odstoupení USA od pařížské dohody o klimatu. V lednu 2021 se zpočátku přidal ke skupině senátorů zpochybňujících prezidentské volby, v nichž byl prezidentem USA zvolen Joe Biden. Avšak po útoku na Kapitol Trumpovými příznivci 6. ledna 2021 od svého záměru ustoupil.